# Toomas Hendrik Ilves
Toomas Hendrik Ilves (Estocolmo, 26 de dezembro de 1953) é um político da Estónia que foi Presidente do seu país entre 2006 e 2016. Ele é ex-diplomata e jornalista, foi o líder do Partido Social Democrata na década de 1990 e mais tarde membro do Parlamento Europeu. Ele foi eleito para o cargo por um colégio eleitoral em 23 de setembro de 2006 e seu mandato como Presidente teve início no dia 9 de outubro de 2006. Em 2011, foi reeleito para um segundo mandato.

## Infância e educação
Ilves nasceu em Estocolmo, Suécia; seus pais eram refugiados estonianos. Ele cresceu nos Estados Unidos da América e graduou-se no Colégio Leonia em Leonia, Nova Jersey, em 1972. Ele formou-se em Psicologia pela Universidade de Columbia e o grau de mestrado na Universidade da Pensilvânia.
Em resultado da sua educação, Ilves fala o inglês e o estoniano.

## Carreira
Durante a década de 1980 Ilves trabalhou como jornalista na Rádio Europa Livre e tornou-se ativamente envolvido com a política antes da independência da Estônia, em 1991. Ilves posteriormente serviu como embaixador da Estônia nos Estados Unidos da América; e também serviu como embaixador no Canadá e México por vários anos.
Em dezembro de 1996, Ilves tornou-se o Ministro das Relações Exteriores da Estônia, servindo até o seu pedido de demissão em setembro de 1998, quando ele tornou-se membro de um pequeno partido de oposição (Partido dos Camponeses, agrário-conservador). Ilves foi logo eleito o presidente do Partido do Povo (Partido dos Camponeses reformado), que formou um cartel eleitoral com os Moderados, um partido de centro. Depois da eleição parlamentar de março de 1999, ele tornou-se novamente Ministro das Relações Exteriores, servindo até 2002, quando a então chamada Tríplice Aliança foi desfeita. Ele apoiou o ingresso da Estônia na União Europeia e participou do início das negociações que resultaram na inclusão da Estônia na União Europeia em 1 de maio de 2004. De 2001 a 2002 foi o líder do Partido Moderado do Povo. Ele desistiu do cargo depois da derrota do partido nas eleições municipais de outubro de 2002, nas quais o partido recebeu apenas 4,4% do total dos votos de todo o país. No início de 2004, o partido dos Moderados mudou o nome para Partido Social Democrata Estoniano.
Em 2003, Ilves tornou-se um deputado do Parlamento Europeu e, desde 1 de maio de 2004, um deputado pleno. Nas eleições de 2004 do Parlamento Europeu, Ilves foi eleito Membro do Parlamento Europeu em uma vitória política esmagadora do Partido Social Democrata Estoniano. Ele faz parte do Grupo Socialista no Parlamento Europeu. Katrin Saks ocupou a sua cadeira de deputado, quando Ilves tornou-se Presidente da Estônia.

## Eleições presidenciais

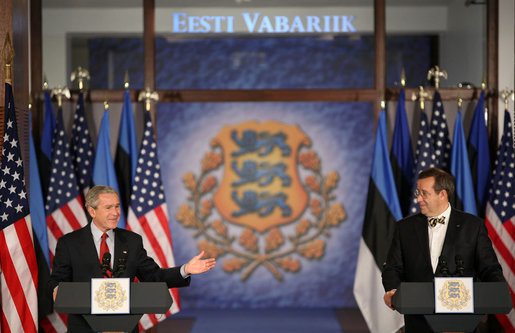
O Presidente Toomas Hendrik Ilves e o Presidente George W. Bush, na Estônia, 10 de novembro de 2006.

Ilves foi nomeado pelo Partido Reformador, União Pró Pátria e seu próprio Partido Social Democrata em 23 de março de 2006, como um candidato para as eleições presidenciais de 2006.
Em 29 de agosto, Ilves foi o único candidato no segundo e terceiro turnos da eleição presidencial do Riigikogu, o Parlamento da Estônia (ele foi apoiado por uma coalizão eleitoral composta pelo partido governista mais os Sociais Democratas e a Aliança da Pátria e a Res Publica que formam a oposição no Parlamento). As eleições foram boicotadas pelo Partido do Centro e a União do Povo (os deputados foram instruídos pelos líderes dos partidos a não participarem da eleição). Ilves conseguiu 64 votos das 65 cédulas. Apenas um deputado da aliança dos três partidos que apoiava Ilves não votou a favor de seu candidato. Uma maioria de dois terços das 101 cadeiras da Riigikogu foi requerida, de modo que ele não foi eleito na Riigikogu. Sua candidatura foi automaticamente transferida para o próximo turno na Assembleia dos Eleitores em 23 de setembro.
No dia 13 de setembro de 2006, uma declaração de apoio à candidatura de Ilves foi publicada por 80 intelectuais famosos. Dentro aqueles que assinaram a declaração estavam: Neeme Järvi, Jaan Kross, Arvo Pärt e Jaan Kaplinski.
Em 23 de setembro de 2006 recebeu 174 votos no primeiro turno da eleição presidencial na Assembleia dos Eleitores, tendo então sido eleito o próximo presidente da Estônia. Seus cinco anos de mandato iniciaram em 9 de outubro de 2006.

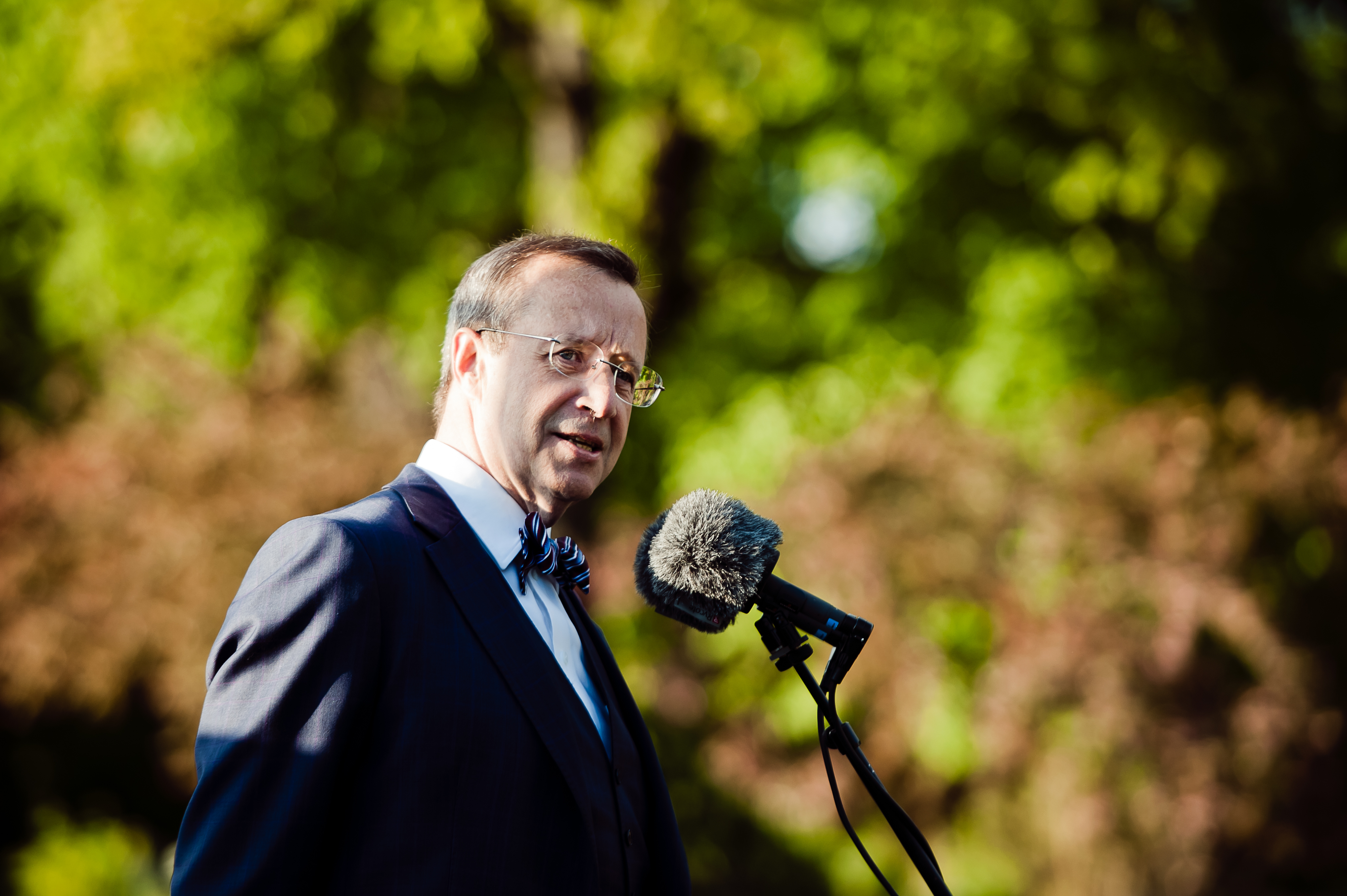
Toomas Hendrik Ilves (2012)

Ilves tem prometido concentrar-se mais na política externa; segundo Ilves, "O caminho para Moscou passa por Bruxelas”. Ele também deseja levar politicamente a Estônia mais em direção da Europa Central. Com relação às políticas internas da Estônia, ele tem apoiado a reafirmação do papel do presidente como a de um árbitro moral na maneira de lidar com crimes políticos. Ilves criticou severamente o exercício da alegada pressão política empregada pelos líderes do Partido de Centro e da União do Povo sobre seus deputados do Parlamento e políticos locais. Edgar Savisaar, por sua vez, tem expressado a sua insatisfação com a vitória de Ilves.

## Vida pessoal
Toomas Hendrik Ilves foi duas vezes casado. Com sua primeira esposa, a psicóloga estado-unidense Dr. Merry Bullock, ele tem dois filhos: o filho Luukas (n. 1987), atualmente estudando na Universidade de Stanford, e a filha Juulia Kristiine (n. 1992). Em 2004 ele casou com sua companheira de muitos anos Evelin Int-Lambot com quem tem uma filha Kadri Keiu (n. 2003).
Toomas Hendrik Ilves tem um irmão, Andres Ilves, chefe do Serviço Mundial Persa e Pachto da BBC. Andres é um grande admirador do hip hop, formado pela Universidade de Princeton no início da década de 1980 e ganhou uma associação com o prestigiado programa de treinamento de lideranças de negócios públicos, Coro Southern California, baseado em Los Angeles, Califórnia. Até o início da década de 2000, Andres Ilves era chefe da agência do Afeganistão na Rádio Europa Livre/Rádio Liberdade com sede em Praga, República Tcheca. Ele quase que usa exclusivamente gravata borboleta em público. Ele conta que este era também um hábito de seu pai.

## Condecorações
- 2001 - Comandante da Legião de Honra da República da França.
- 2004 - Ordem da Terceira Classe do Selo da República da Estônia.
- 2004 - Ordem das Três Estrelas da República da Letônia.
- 2006 - Colar da Ordem da Cruz da Terra Mariana (Estônia).
- 2006 - Cavaleiro da Grande Cruz da Ordem do Banho da Grã-Bretanha.
- 2007 - Ordem da Rosa Branca da Finlândia.
- 2007 - Grande Cordão da Suprema Ordem do Crisântemo do Japão.[4]
- 2008 - Colar da Ordem do Brasão de Armas Nacional (Estônia), também conhecido como a Corrente Presidencial.